# Віллард Меткалф
Віллард Меткалф (англ. Willard Leroy Metcalf; 1 липня 1858, Ловелл — 9 березня 1925, Нью-Йорк) — американський художник-пейзажист, імпресіоніст.
Був одним з Десяти американських художників, які в 1897 році відокремилися від Товариства американських художників. Також був викладачем в школі Womans Art School (Купер Юніон, Нью-Йорк) та в Лізі студентів-художників в Нью-Йорку. У 1893 році став членом Американського акварельного товариства.

## Біографія
Народився 1 липня 1858 в місті Ловелл, штат Массачусетс, в робітничій сім'ї.
Почав писати в 1874 році. Навчався в Школі мистецтв Массачусетса, потім в студії Лорінга в Бостоні і школі Музею витончених мистецтв в Бостоні (в майстерні В. Ріммера). У 1882 році провів виставку в бостонській галереї J. Eastman Chase Gallery, продажі з якої використовував для подальшої поїздки за кордон.
У вересні 1883 року Меткалф виїхав до Європи, де багато подорожував. Навчався в паризькій Академії Жуліана у Гюстава Буланже і Жюля Лефевра. Потім відправився в Пон-Авен (Бретань, Франція). Взимку 1884 року познайомився в Парижі з Джоном Твахтманом; працював в містечку Гре-сюр-Луен з іншими американськими художниками, в тому числі з Теодором Робінсоном. Пізніше, в 1886 році, жив в Живерні. Потім відвідав Алжир і Туніс. Повернувшись до Живерні в 1887 році, жив і працював в компанії американських художників.
Після повернення до Сполучених Штатів Меткалф провів персональну виставку в бостонському St. Botolph Club. Проживши короткий час у Філадельфії, в 1890 році відкрив студію в Нью-Йорку, де працював як художник і педагог. У 1899 році Меткалф разом зі своїми друзями, Робертом Рідом і Едвардом Сіммонсом, трудився над створенням фрески в будівлі суду в Нью-Йорку. Моделлю для робіт Меткалфа під час цієї роботи була Маргарита Бофорт Гайле, з якою художник одружився в 1903 році. Шлюб було розірвано в 1907 році, коли вона втекла з одним із його студентів (Маргарита була на 20 років молодша за Меткалфа).
Між 1910 і 1920 роками Меткалф часто проводив зими в Корніші, штат Нью-Гемпшир, де написав багато снігових пейзажів. У 1911 році його велика персональна виставка була проведена по всій країні. У цьому ж році він вдруге одружився, з Генрієттою Алісою Маккрі, у них народилося двоє дітей до розлучення в 1920 році. В середині 1910-х років він провів деякий час в Європі, відвідавши Англію, Францію, Норвегію та Італію. У 1925 році в Галереї Коркоран відбулася велика виставка робіт Вілларда Меткалфа.
Помер 9 березня 1925 року в Нью-Йорку від серцевого нападу. У Музеї Флоренс Грісволд (Олд-Лайм, Коннектикут), де Меткалф працював в 1905—1907 роках, зараз знаходиться найбільша публічна колекція його робіт.

## Галерея

Деякі праці
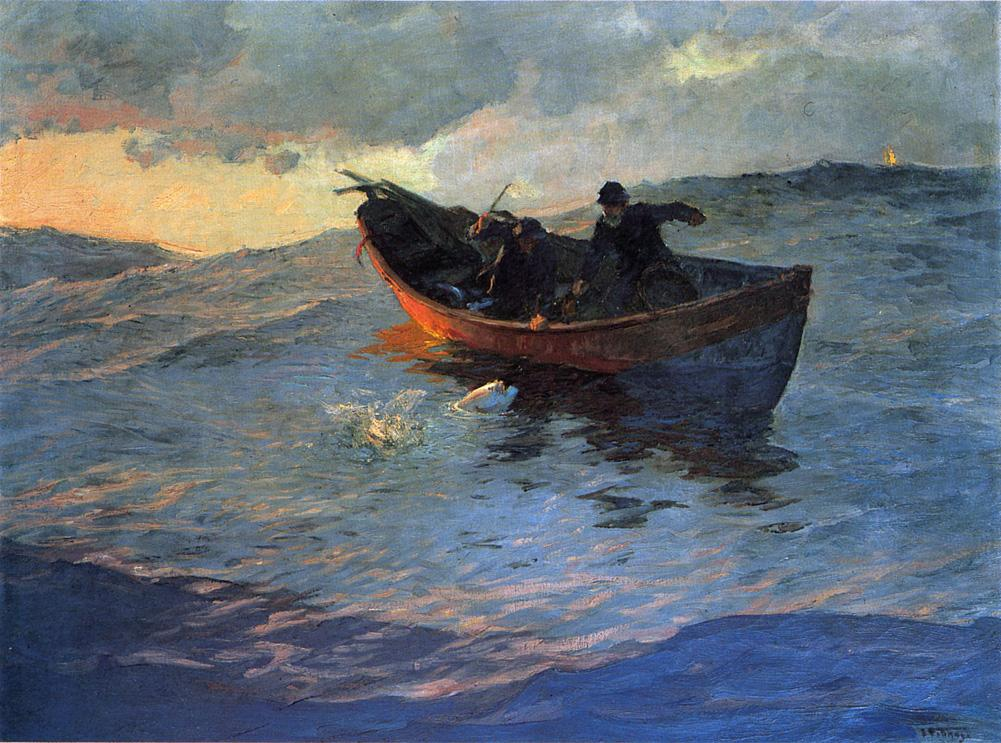
Біля узбережжя Саффолк.
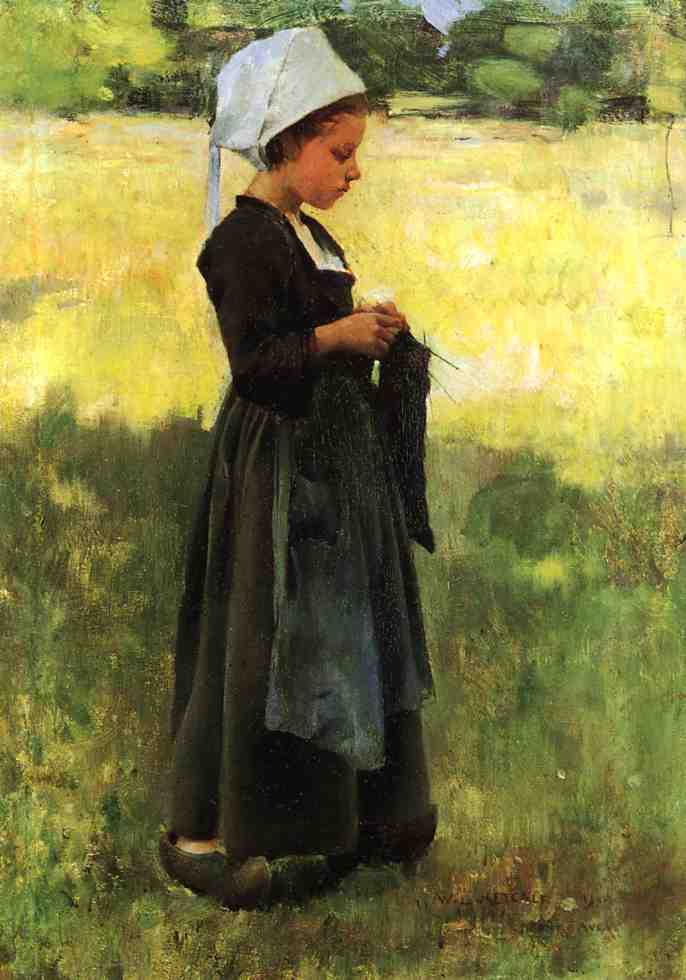
Бретонська дівчинка.
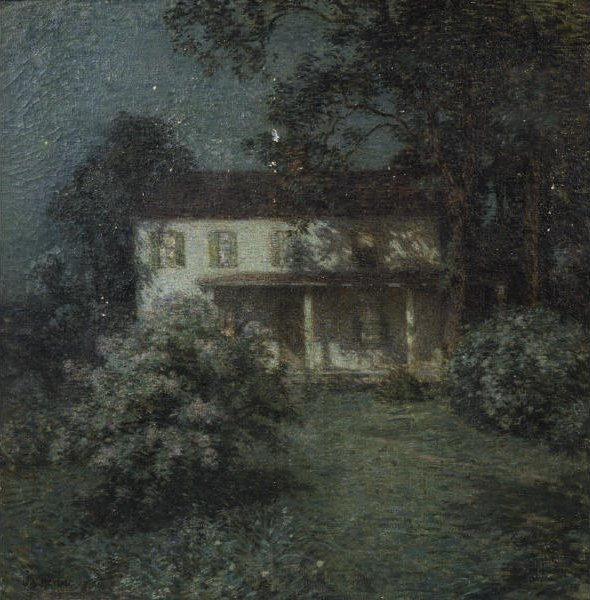
Літня ніч.
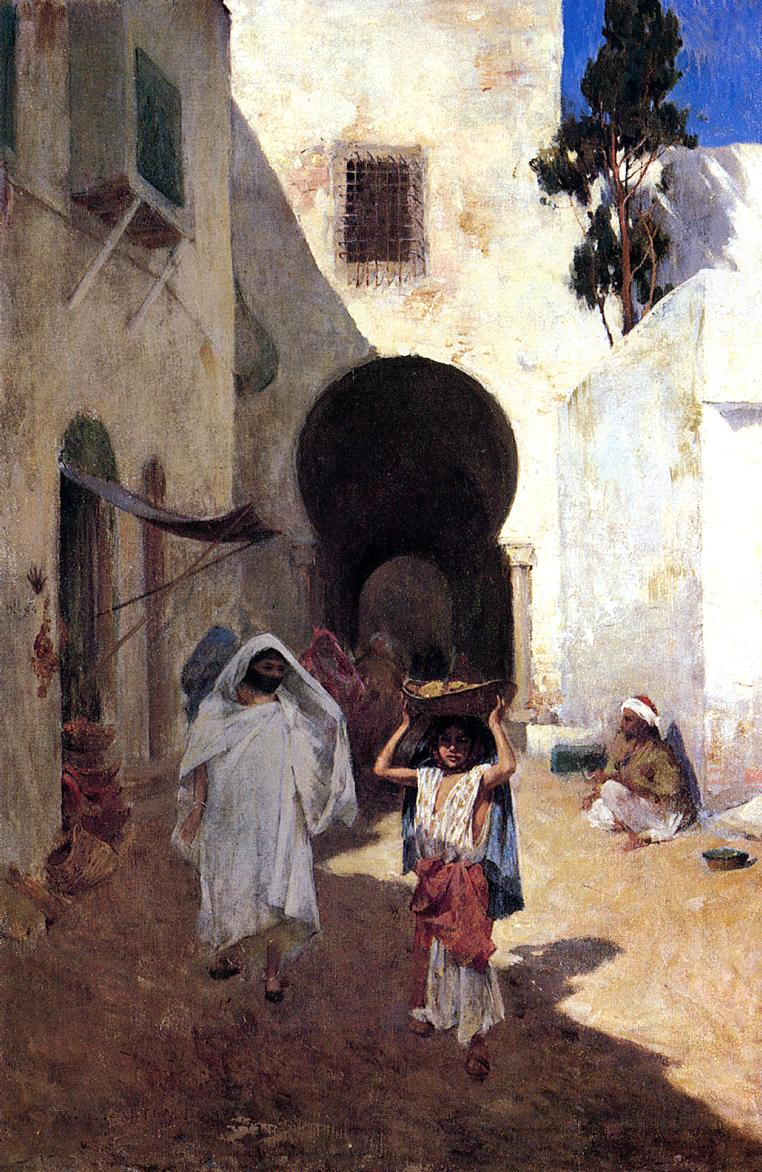
Вулиця в Танжері.
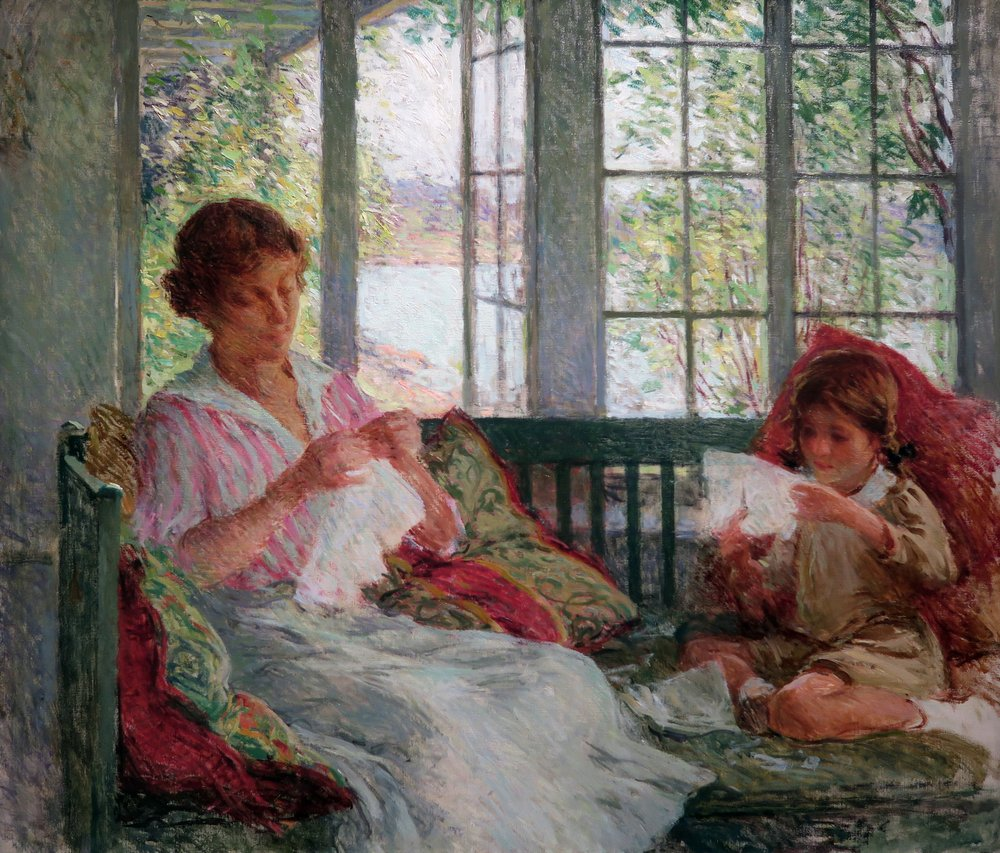
Дружина і дочка художника.
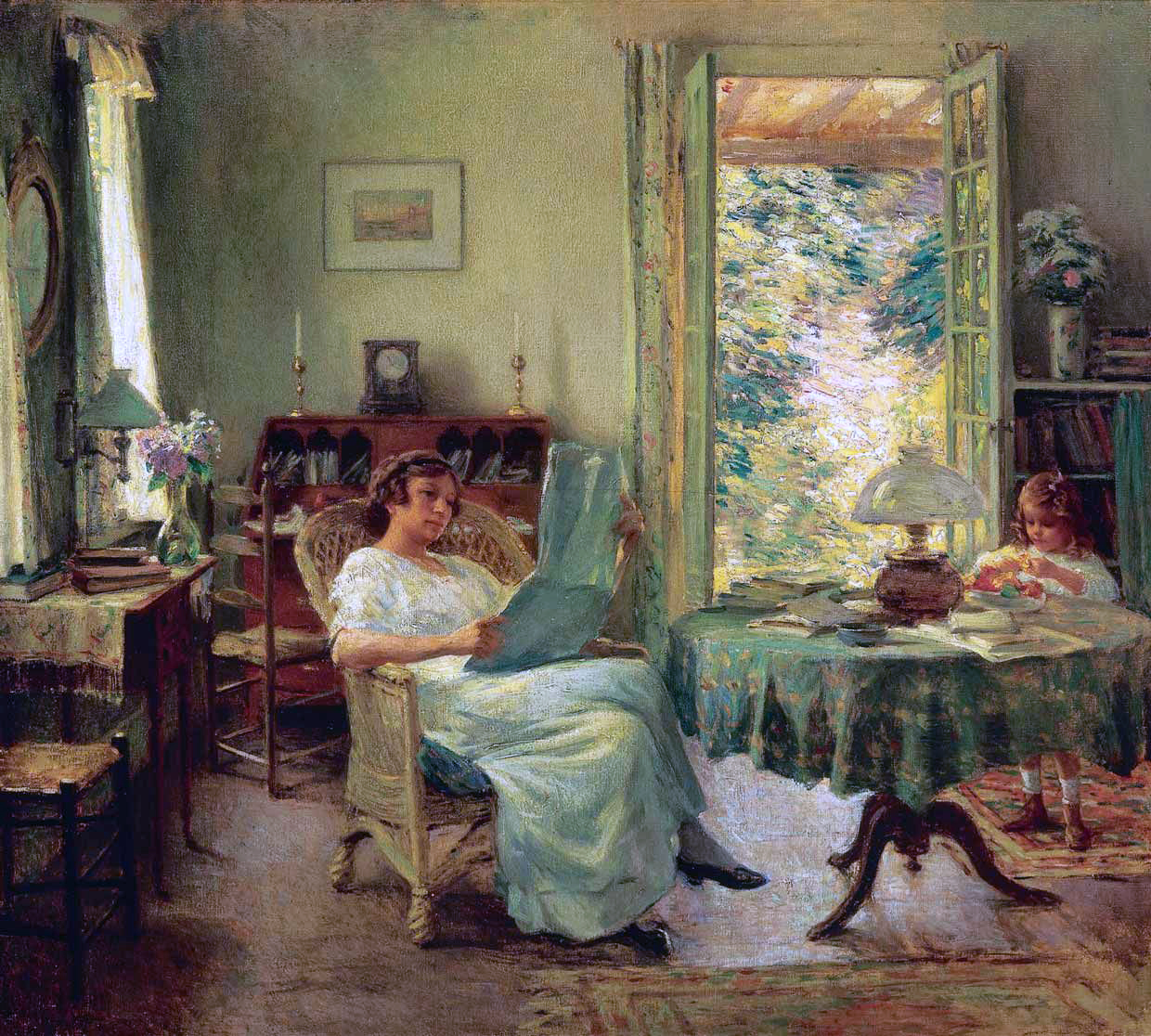
Літо в Хадлаймі, неподалік від Нью-Йорка.
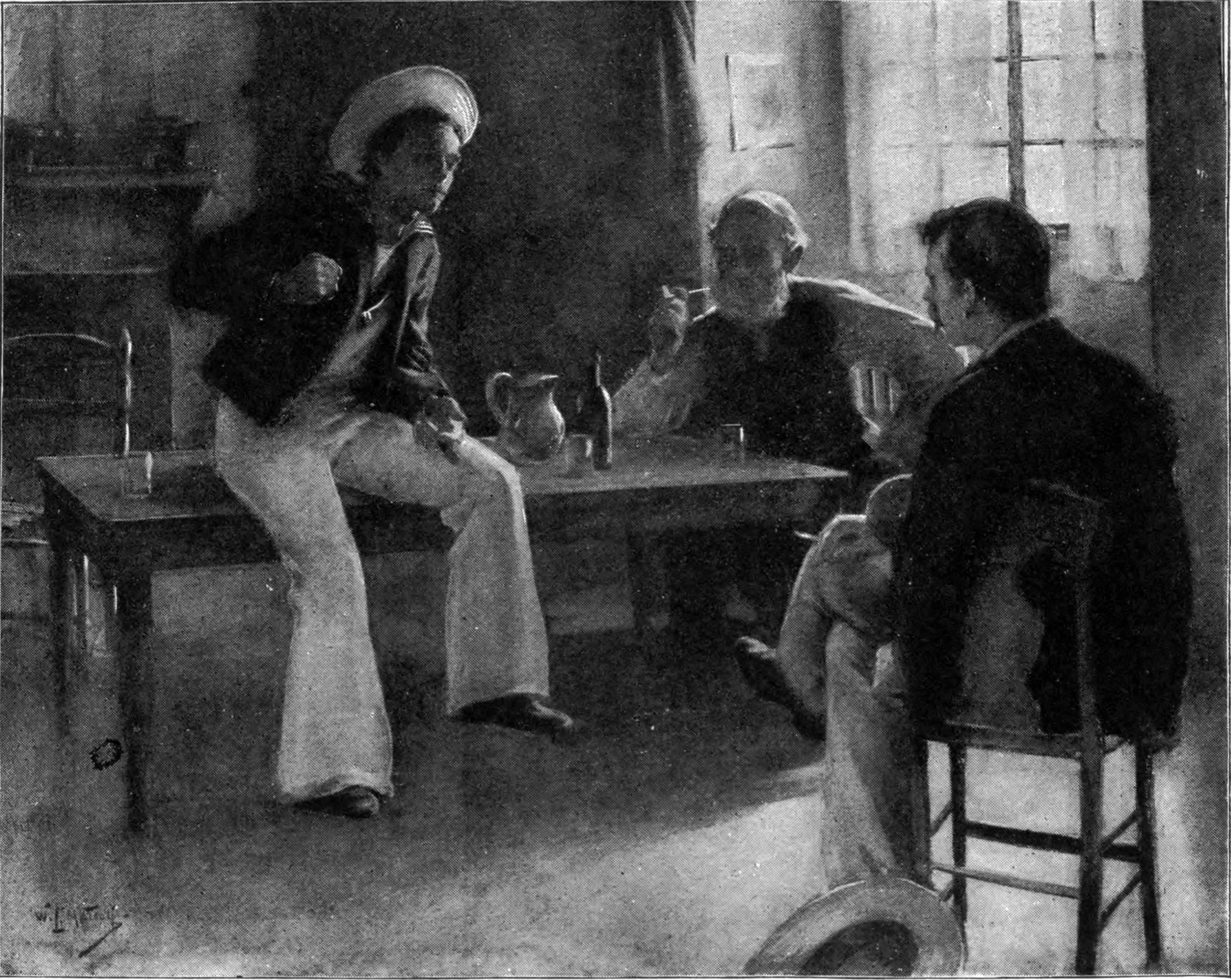
Книжкова ілюстрація.
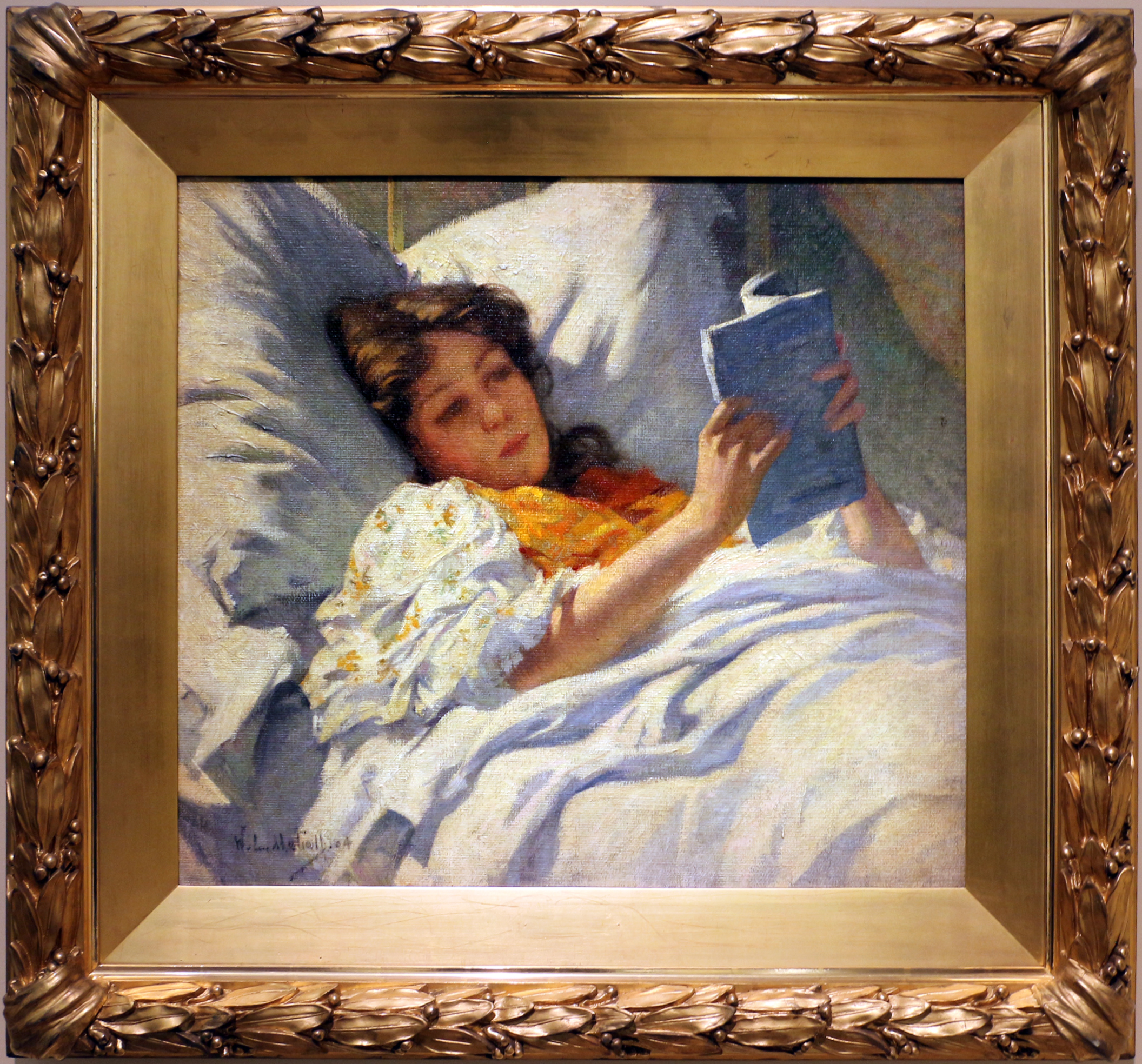
За читанням.